# Aufidus egregius
Aufidus egregius är en insektsart som beskrevs av Schmidt 1928. Aufidus egregius ingår i släktet Aufidus och familjen spottstritar. Inga underarter finns listade i Catalogue of Life.